# Biblioteka Narodowa Australii
Biblioteka Narodowa Australii (ang. National Library of Australia) – australijska biblioteka narodowa, założona w 1960 w Canberze.
Biblioteka ma za zadanie gromadzenie, przechowywanie i udostępnianie (na zasadzie współpracy z innymi bibliotekami) dokumentów źródłowych o znaczeniu ogólnonarodowym związanych z Australią i Australijczykami; dysponuje największym na świecie zbiorem takich dokumentów.

## Historia

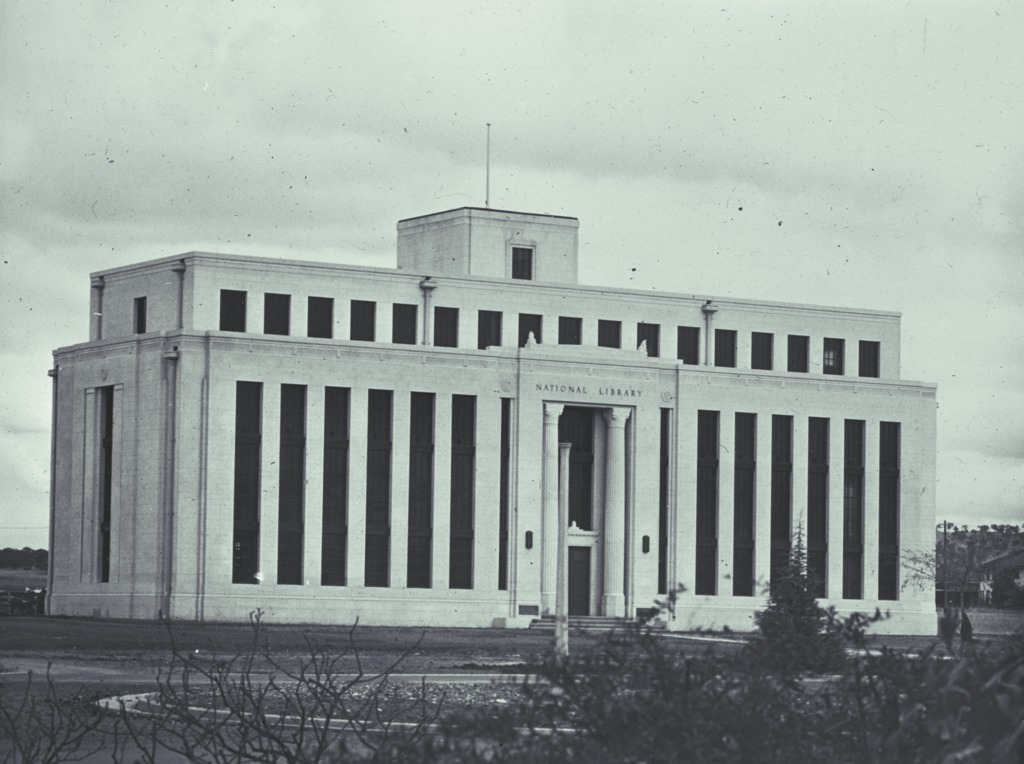
Pierwotny budynek Biblioteki Narodowej przy Kings Avenue w Canberze (fotografia sprzed 1948 roku, wykonana przez Williama Jamesa Mildenhalla)

Początki National Library of Australia sięgają pierwszych lat po powstaniu Związku Australijskiego w 1901 roku, kiedy to ówczesna Commonwealth Parliamentary Library (Parlamentarna Biblioteka Wspólnoty Narodów) służyła zarówno Parlamentowi jak i społeczeństwu. Obowiązki dyrektora powierzono Arthurowi Wadsworthowi. W 1927 roku w związku z przeniesieniem stolicy z Melbourne do Canberry przeniesiono również Bibliotekę parlamentarną.
National Library of Australia została założona w 1960 roku na mocy ustawy National Library Act, która określa jej rolę, zbiorowy zarząd i ramową gospodarkę finansową. Wtedy też oddzielono Bibliotekę Narodową od Biblioteki Parlamentarnej.
31 marca 1966 roku były premier Australii, Robert Menzies położył kamień węgielny pod nowy budynek biblioteki, zaprojektowany przez Waltera Bunninga, mający 34 000 m² powierzchni, przewidzianej dla pomieszczenia 1 miliona książek i innych materiałów bibliotecznych. W 1968 roku budynek został ukończony. W maju do nowej siedziby przeniesiono z różnych miejsc w Canberze ponad 1 milion książek, co było jednym z największych tego typu przedsięwzięć w skali światowej. Do sierpnia w nowej siedzibie znalazło się wiele tysięcy broszur, 35 000 kartonów aktualnych gazet, 2 000 zbiorów rękopisów, 170 000 map, 400 000 fotografii lotniczych, 100 000 fotografii, 3 300 000 metrów taśmy filmowej z filmami oraz inne pozycje z kolekcji archiwum historycznego.
15 sierpnia 1968 roku premier Australii John Gorton dokonał otwarcia nowego budynku National Library. Budynek, opisany przez swego projektanta jako twór współczesny w grecko-rzymskim stylu, miał długość 104 m, szerokość 45,5 m i składał się z 5 kondygnacji. Koszt jego budowy wyniósł 8 milionów dolarów.
W 2001 roku, z okazji stulecia Biblioteki wydano książkę Remarkable Occurrences: The National Library of Australia's First 100 Years 1901-2001. Przedstawiona w niej została historia Biblioteki Narodowej i jej zbiory, zgromadzone na przestrzeni 100 lat. Treść wydawnictwa uzupełnia 270 ilustracji, w większości kolorowych, towarzyszącym poszczególnym aspektom historii biblioteki i zbiorów, przedstawianych przez czołowych australijskich uczonych i historyków.
9 lutego 2011 roku nowym dyrektorem generalnym National Library of Australia została mianowana (na 5-letnią kadencję) Anne-Marie Schwirtlich.

## Cele
National Library of Australia ma za zadanie gromadzenie, przechowywanie i udostępnianie (na zasadzie współpracy z innymi bibliotekami) dokumentów źródłowych o znaczeniu ogólnonarodowym związanych z Australią i Australijczykami, a także znaczących materiałów bibliotecznych nie związanych Australią.

## Zbiory
National Library of Australia posiada największą na świecie kolekcję materiałów związanych z Australią i Australijczykami. Jej zbiory obejmują okres od najwcześniejszych prac europejskich na temat Terra Australis (ang. Great Southern Land) do publikacji najnowszych. Kolekcja obejmuje wszystkie rodzaje materiałów, jak: manuskrypty, książki, czasopisma, obrazy, fotografie, mapy, nuty i inne.
Zbiory biblioteki są powszechnie dostępne za pośrednictwem Treasures Gallery i Exhibition Gallery. Program kulturalny (adresowany do różnych grup wiekowych) obejmuje ponadto tzw. zwiedzanie za kulisami (behind-the-scenes tours), spotkania autorskie, imprezy muzyczne i pokazy filmowe.
Zbiory liczą około 10 milionów pozycji. W latach 2013–2014 przybyło 61 900 nowych pozycji. W czerwcu 2014 roku w katalogu online znajdowało się 92% zasobów bibliotecznych. Zbiory podlegają systematycznej digitalizacji. W czerwcu 2014 roku zdigitalizowano 227 472 pozycje, w tym: mapy, nagrania muzyczne, książki, gazety, obrazy, archiwa, relacje ustne i folklor. Digitalizacja obejmuje również gazety australijskie. W czerwcu 2014 stan ich digitalizacji wynosił: 13 milionów stron lub 130 milionów artykułów, udostępnionych publiczności za pośrednictwem bazy danych Trove. W tym samym miesiącu rozmiar zdigitalizowanych zbiorów przekraczał 3 petabajty.

### Historia zbiorów
Początki zbiorów związane są z utworzeniem Parlamentarnej Biblioteki Wspólnoty Narodów w 1901 roku. Ogromne znaczenie dla ich rozwoju miał Copyright Act z 1912 roku, nakładający na australijskich wydawców obowiązek złożenia jednej kopii każdej publikacji w Bibliotece Parlamentarnej. Z kolei National Library Act z 1960 roku zakładał przejęcie niemal całej kolekcji Biblioteki parlamentarnej przez Bibliotekę Narodową. W 1968 roku, wraz z oddaniem do użytku nowego budynku Biblioteki nastąpiło scalenie rozproszonego dotychczas zbioru książek, broszur, publikacji ciągłych, rękopisów, map, fotografii, obrazów, filmów, mikrofilmów i nagrań dźwiękowych. Od tamtego czasu kolekcja stale jest rozwijana. Wraz z ustanowieniem National Film and Sound Archive (NFSA) w 1984 roku odpowiedzialność biblioteki za przechowywanie filmoteki państwowej przeniesiona została na tę instytucję.
Pierwszą ważną pozycją zbiorów stała się kolekcja Edwarda Augusta Pethericka, przekazana w 1909 roku jako dar na rzecz Biblioteki Parlamentarnej. Składało się na nią blisko 10 000 tomów i 6 500 broszur, map, rękopisów i obrazów związanych z Australią i strefą Oceanu Spokojnego. Jednym z pierwszych cennych nabytków był zakup w 1923 roku dziennika i innych rękopisów Jamesa Cooka. Kolekcja Johna Alexandra Fergusona, przenoszona do Biblioteki przez wiele lat, zawiera około 34 000 drukowanych i rękopiśmiennych pozycji związanych z Australią i strefą Oceanu Spokojnego. Kolekcja Rexa Nana Kivella, zakupiona w 1962 roku, obejmuje obrazy, grafiki, mapy, rękopisy, książki, ulotki i fotografie związane z odkryciem i zasiedleniem ziem w strefie Oceanii.
Tworzenie kolekcji było, w różnych okresach, wspierane przez delegatury placówki w Londynie, Nowym Jorku i Dżakarcie. Zainicjowany w 1947 roku Australian Joint Copying Project, mający na celu zapis w postaci mikrofilmu zagranicznych repozytoriów dotyczących Australii, Nowej Zelandii i strefy Oceanii przetrwał do 1990 roku. Inne inicjatywy obejmowały: systematyczne nabywanie publikacji na temat Azji i Oceanu Spokojnego po drugiej wojnie światowej, rozbudowę kolekcji rękopisów, w szczególności związanych z australijską polityką i literaturą. W latach 1936–1996 realizowano program budowy narodowej bazy bibliograficznej, znany pod nazwą Australian National Bibliography, przejęty później przez Australian National Bibliographic Database (ANBD), opracowany po 1981 roku przez Bibliotekę Narodową i w niej przechowywany. Baza danych dostępna jest za pośrednictwem usługi Libraries Australia oraz serwisu Trove, prowadzonego przez Bibliotekę Narodową. Utrzymywanie zbioru publikacji online związanych z Australią odbywa się za pośrednictwem archiwum internetowego Pandora Archives.

### Działy

#### Rękopisy

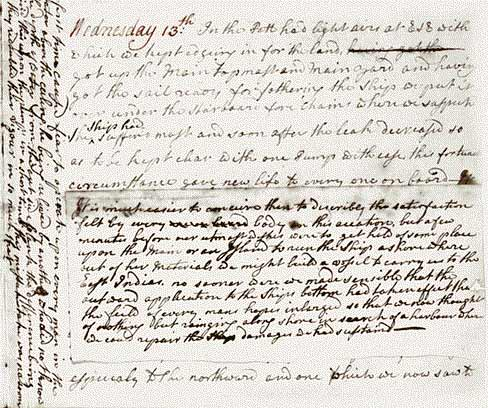
Fragment dziennika pokładowego Jamesa Cooka (13 czerwca 1770)

Rękopisy w zbiorach Biblioteki zawierają relacje i opisy działań jednostek i organizacji, umożliwiając bezpośrednie zapoznanie się z wydarzeniami, postaciami i miejscami ważnymi dla historii Australii. W dziale rękopisów gromadzone są zarówno pojedyncze dokumenty, jak i obszerne kolekcje, zawierające różne niepublikowane materiały, w tym listy, pamiętniki, szkice i dzieła sztuki, notatniki, mapy, fotografie, dzieła literackie, zapisy organizacyjne i wiele innych typów dokumentów, sporządzanych zarówno w formie papierowej i cyfrowej. Najwcześniejsze pozycje pochodzą jeszcze z epoki kolonialnej. Zbiory odnoszą się głównie do Australii, ale w kolekcji znajdują się ważne zasoby związane z Papuą-Nowej Gwineą, Nową Zelandią i Oceanem Spokojnym. Ich zadaniem jest odzwierciedlanie różnorodności australijskiego społeczeństwa i jego kultury, środowisk i systemów politycznych. Do najważniejszych pozycji tego działu zbiorów należą:
- dziennik pokładowy Jamesa Cooka, zawierający relacje z jego pierwszej wyprawy do Australii,
- notatnik Williama Bilgha, napisany po buncie na HMS Bounty,
- dokumenty Edmunda Bartona, pierwszego premiera Australii,
- dokumenty Johna Monasha, australijskiego dowódcy wojskowego z okresu I wojny światowej,
- dokumenty dotyczące Mem Fox, autorki literatury dziecięcej,
- dokumenty dotyczące Miriam Hyde, kompozytorki, pianistki i poetki[14].

#### Druki akcydensowe
Na ten dział zbiorów składają się druki akcydensowe (broszury, ulotki, karty wizytowe, ulotki reklamowe, zaproszenia, programy teatralne, katalogi), gromadzone wybiórczo od lat 60. XX wieku, dotyczące życia w Australii (a także częściowo w Azji i Oceanii), zwyczajów społecznych, kultury społecznej i wydarzeń państwowych i społecznych jak: Igrzyska Olimpijskie w Sydney, Światowe Dni Młodzieży 2008, Year of the Surf Life Saver, Forgotten Australians.
Do najważniejszych pozycji zbioru druków akcydensowych należą:
- materiały związane z kampaniami wyborczymi na poziomie federalnym (ulotki reklamowe, broszury wyborcze, plakaty wyborcze, oświadczenia prasowe, komunikaty policji, instrukcje dotyczące głosowania i tym podobne),
- katalogi handlowe różnych branż przemysłowych,
- programy występów gwiazd opery (Nellie Melba, Joan Sutherland i Richard Bonynge, teatru (Bangarra Dance Theatre) i impresariów teatralnych (J.C. Williamson, Garnet H. Carroll, William Anderson),
- artykuły na temat tego działu kolekcji w postaci zdigitalizowanej,
- katalogi dotyczące sposobów zwalczania plagi królików[15].

#### Mapy

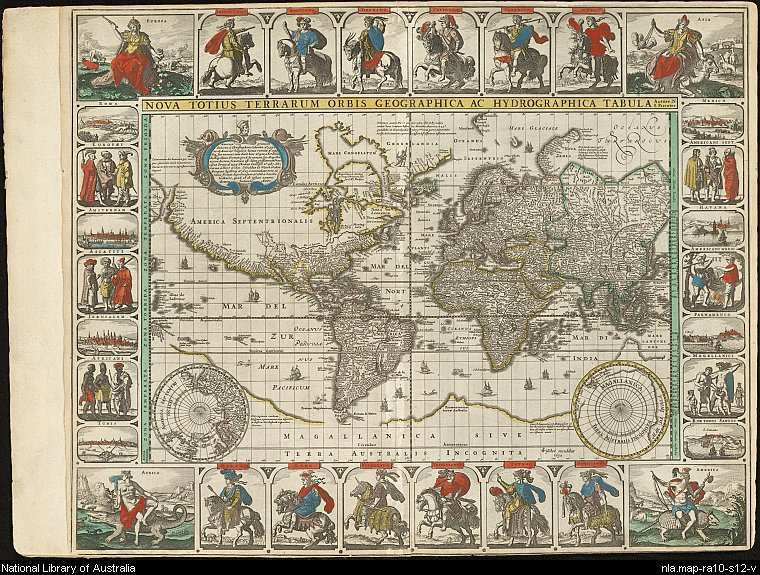
Mapa świata Hendricka Donckera, wydanie z 1659 roku, pozyskanej przez rząd australijski w 1909 roku w ramach kolekcji Pethericka

Ten dział kolekcji obejmuje zbiór, dostępny zarówno w formie drukowanej jak i cyfrowej, ponad 600 000 map, od dawnych map europejskich po współczesne mapy Australii. Wśród tych ostatnich znajduje się 200 000 map topograficznych, sporządzonych przez państwowe i stanowe urzędy geodezyjne. Ponadto w kolekcji znajdują się mapy szczegółowe każdego stanu i terytorium, mapy tematyczne (drogowe, geologiczne, planistyczne i wojskowe), ponad 800 000 zdjęć lotniczych Australii, Papui-Nowej Gwinei i Antarktyki, mapy regionów położonych w sąsiedztwie Australii oraz plany miast, atlasy i inne, podobne wydawnictwa. Ozdobą kolekcji jest zbiór dawnych holenderskich map pokrywających terytorium obecnej Australii oraz Atlas Coelestis – największy atlas nieba, jaki kiedykolwiek wydano.

#### Gazety
W dziale gazet w National Library of Australia znajdują się czasopisma, zarówno dawne jak i współczesne, dostępnych w wersjach online, mikrofilmowych i papierowych. Na zbiór składają się:
- gazety australijskie – dzienniki stołeczne, gazety głównych miast regionalnych, gazety miejskie, gazety wydawane przez grupy etniczne i organizacje polityczne i gazety reprezentujące różne zainteresowania. Biblioteka współpracuje w ramach Australian Newspaper Plan z bibliotekami państwowymi i terytorialnymi w celu gromadzenia gazet australijskich, ich ochrony i zapewnienia dostępu do nich z każdej biblioteki,
- gazety w formie cyfrowej (wśród nich pierwsze gazety wydane w Australii: Sydney Gazette i New South Wales Advertiser), dostępne za pośrednictwem Trove,
- gazety zagraniczne – największy tego typu zbiór w Australii, obejmujący zwłaszcza gazety Azji i regionu Oceanu Spokojnego,
- internetowe, gazetowe bazy danych (Factiva, Times Digital Archive, China Core Newspaper Database)[17].

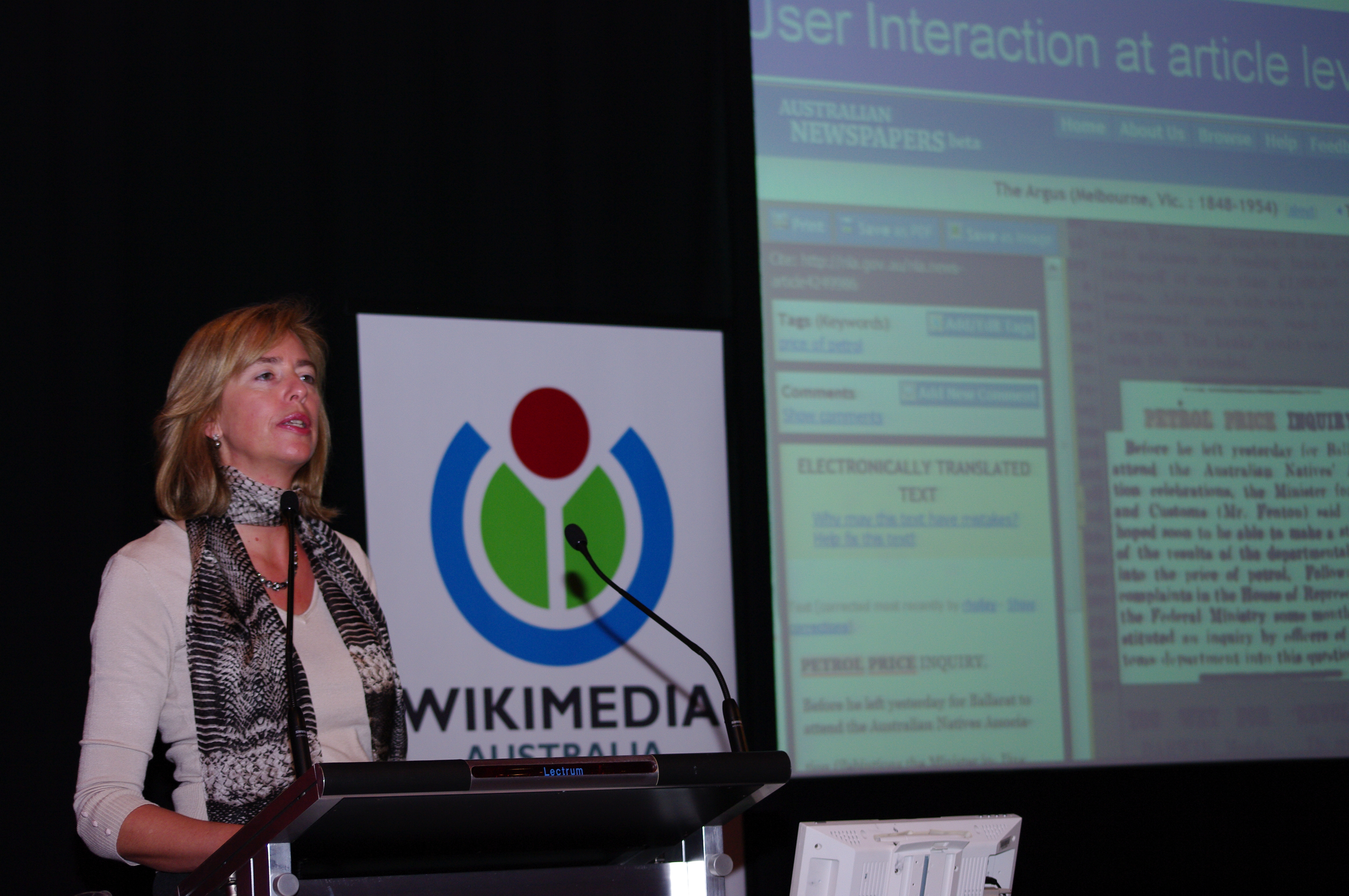
Rose Holley z National Library of Australia podczas prezentacji swego programu digitalizacji gazet australijskich (Australian Newspapers Digitisation Program)
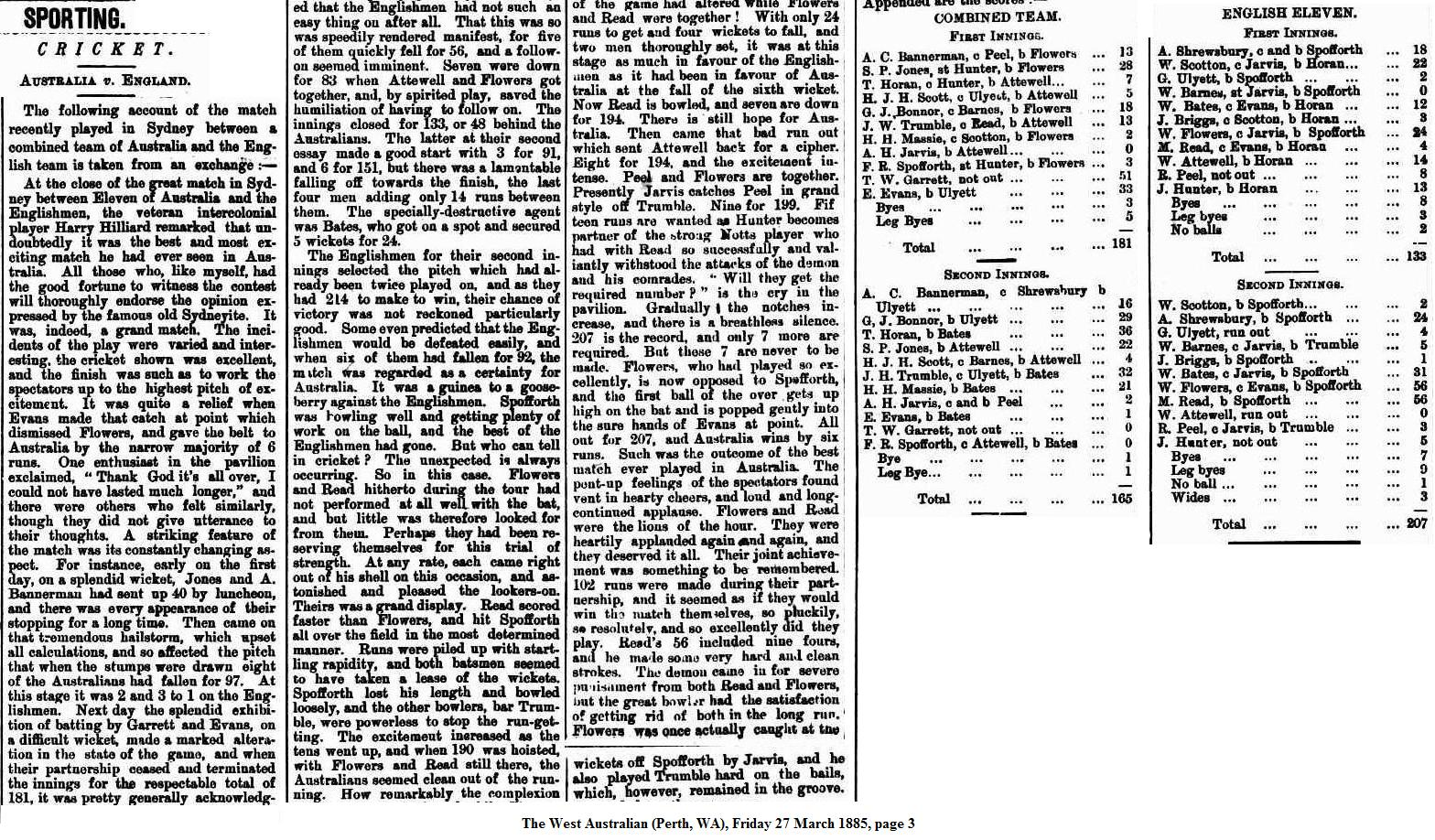
Fragment The West Australian (1885), zawierający szczegółową relację z meczu krykieta Anglia-Australia
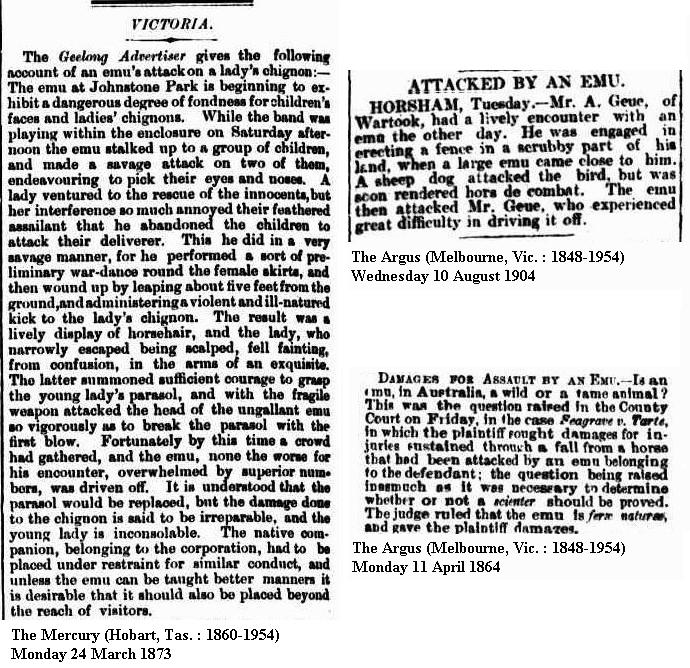
Wycinki z gazet The Mercury (1873) i The Argus (1904 i 1864) poświęcone atakom strusi emu
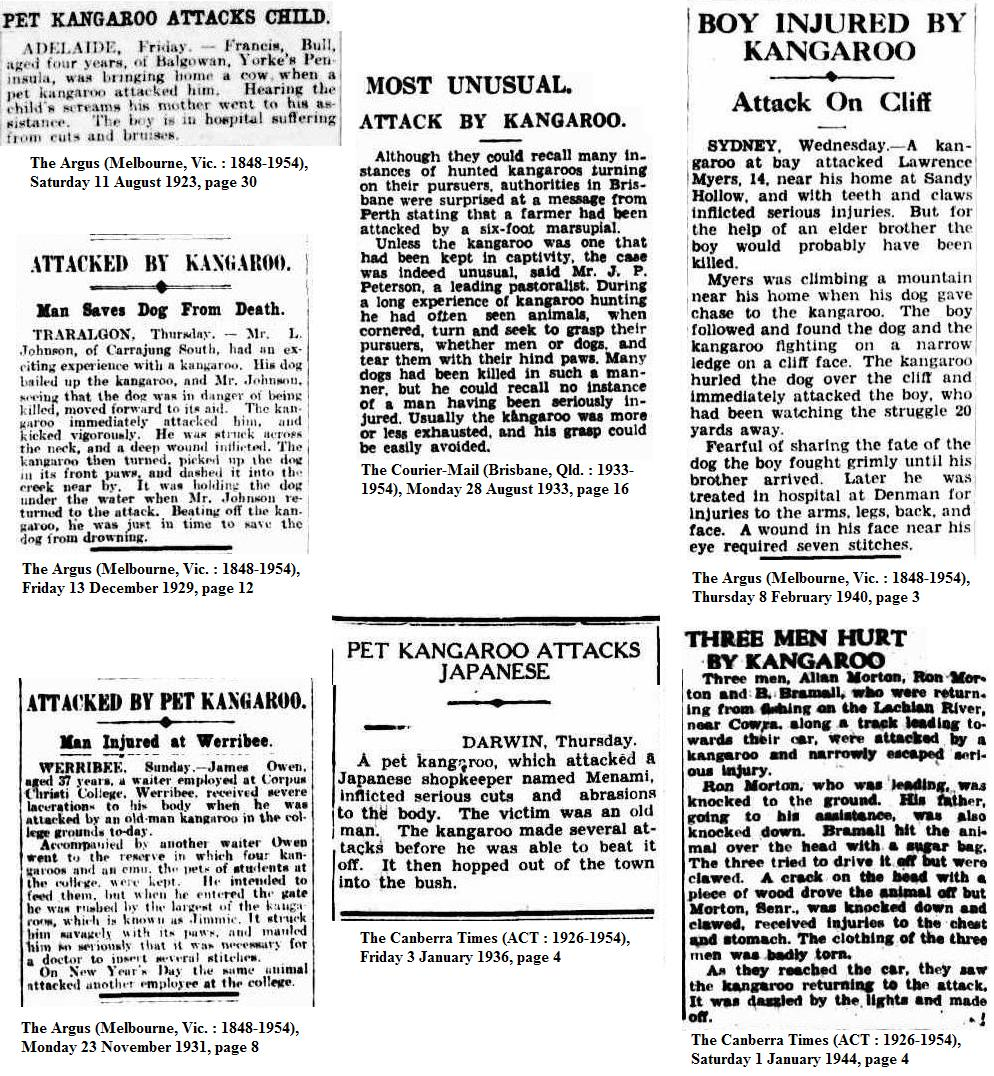
Wycinki z różnych gazet z lat 1923–1944 na temat ataku kangurów

#### Relacje ustne, folklor
Zbiór relacji ustnych i folkloru sięga swymi początkami lat 50. XX wieku, kiedy dostępny stał się magnetofon stanowiąc dźwiękowy zapis życia kulturowego, intelektualnego i społecznego mieszkańców Australii. Bogata i zróżnicowana kolekcja składa się z około 45 000 godzin nagrań, a jej zasoby każdego roku powiększają się o ponad 1 000 godzin. Kolekcja jest dostępna za pośrednictwem katalogu oraz, w coraz większym zakresie, w trybie online (za pośrednictwem Trove). Na kolekcję składają się:
- nagrania folklorystyczne, między innymi tradycyjne pieśni, tańce, muzyka i opowiadania,
- wywiady z wybitnymi Australijczykami – naukowcami, pisarzami, artystami, politykami i sportowcami,
- wywiady z ludźmi, którzy doświadczyli w swym życiu znaczących zmian, jak bezrobocie, odebranie dzieci rodzinom, kryzys i emigracja do Australii,
- zapis dźwięków środowiska naturalnego i sztucznego[18]

#### Muzyka
Kolekcja muzyki zawiera ponad 300 000 partytur i jest największym zbiorem muzycznych zasobów badawczych w Australii.
W jej skład wchodzą:
- australijskie partytury (publikowane i niepublikowane) nuty obejmujące wachlarz stylów muzycznych (niektóre zdigitalizowane),
- partytury muzyki dawnej i współczesnej,
- archiwa kompozytorów, wykonawców i organizacji muzycznych,
- pamiątki i fotografie wykonane podczas występów i targów muzycznych,
- archiwalne nagrania dźwiękowe muzyki ludowej i tańca,
- muzyczne materiały informacyjne,
- dostęp do oprogramowania notacji muzycznej i klawiatury w czytelniach.

Biblioteka gromadzi przede wszystkim w muzykę zapisaną w formie partytury, natomiast gromadzeniem komercyjnych nagrań muzycznych zajmuje się Australia’s National Film and Sound Archive.
W kolekcji wyróżniają się:
- Australian Sheet Music (dekoracyjne okładki partytur dokumentujących historię sztuki wykonawczej, zawierających też reklamy produkcji scenicznych i kinowych oraz najnowsze instrumenty muzyczne i nagrania),
- State Theatre Collection – ponad 13 000 opublikowanych orkiestracji, aranżacji na zespół oraz muzyka instrumentalna komponowana i aranżowana na małą orkiestrę, stosowana jako podkład do filmów niemych (głównie w australijskich kinach w trzech pierwszych dekadach XX wieku),
- kolekcja australijskiej muzyki symfonicznej, kameralnej, chóralnej, operowej, fortepianowej i wokalnej, tworzonej przez australijskich kompozytorów i aranżerów od czasów kolonialnych do lat 70. XX wieku[19],
- Helm Collection – kolekcja blisko 7 600 partytur XVIII- i XIX-wiecznej muzyki europejskiej wokalnej i około 1 100 książek, poświęconych historii i teorii muzyki,wydanych w latach 1800–1970. Kolekcja należała przedtem do amerykańskiego kompozytora, muzykologa i niezależnego krytyka muzycznego Everetta Helma. Została zakupiona do Biblioteki Narodowej w 6 etapach w latach 1975–1989[20].

#### Taniec
W zbiorach związanych z tańcem znajdują się portrety tancerzy, rękopisy, wywiady, fotografie i dzieła sztuki, nuty, dokumenty osobiste, dokumentacja występów wykonawców australijskich i zagranicznych, programy teatralne, ulotki, broszury, pamiątki i nagrania dźwiękowe ludowej muzyki tanecznej. Zadaniem kolekcji jest zachowanie materiałów dotyczących tańca w Australii. Do najważniejszych pozycji tego działu należą:
- Australian Dance Theatre – materiały badawcze dotyczące najstarszego ze współcześnie istniejących australijskich zespołów tanecznych,
- archiwum dotyczące występów Ballets Russes pod kierownictwem Wassily de Basila w Australii i Nowej Zelandii w latach 1936–1940,
- dokumenty związane z historią Borovansky Ballet – pierwszego profesjonalnego zespołu tanecznego w Australii,
- dokumenty dotyczące Gertrud Bodenwieser – najstarszego zespołu tańca nowoczesnego w Australii,
- zbiór krótkich artykułów opisujących historię poszczególnych produkcji tworzonych w Australii, australijskie wykonania repertuaru międzynarodowego oraz przedstawienia zagraniczne w Australii[21].

#### Obrazy
Kolekcja obrazów zawiera materiał, w różnych formach, dokumentujący znaczące postacie, miejsca i wydarzenia z historii państwa i społeczeństwa australijskiego, a także, do pewnego stopnia, działalność Australijczyków za granicą, zwłaszcza w Antarktyce i Papui-Nowej Gwinei. Zakres chronologiczny obejmuje okres od początku europejskiej eksploracji Południowego Pacyfiku do wydarzeń współczesnych. W skład kolekcji wchodzą: fotografie, grafiki, rysunki, akwarele, kreskówki, miniatury, obrazy, plany architektoniczne, obiekty i rzeźby. Chociaż eksponaty zostały nabyte przede wszystkim pod kątem ich wartości dokumentalnej, to kolekcja zawiera również wiele wspaniałych dzieł sztuki. Obszerne zbiory fotograficzne pochodzą z czasów wynalezienia fotografii, od połowy XIX wieku do współczesności, od wczesnych dagerotypów po współczesne obrazy cyfrowe. Szczególnie bogato reprezentowana jest australijska fotografia dokumentalna XX wieku.
W kolekcji wyróżniają się:
- Ducie collection of First Fleet art – zbiór 53 akwarel poświęconych australijskiej florze i faunie, przypisywanych angielskiemu marynarzowi i artyście George'owi Raperowi, namalowanych w okresie Pierwszej Floty (1788–1790). Kolekcja obejmuje również 3 rysunki ptaków, wykonane prawdopodobnie podczas którejś z jego trzech wizyt na terenie Afryki Południowej pomiędzy 1787 a 1792 rokiem. Kolekcja została nabyta przez Bibliotekę w październiku 2005 roku od rodzin Ducie/Moreton[23].

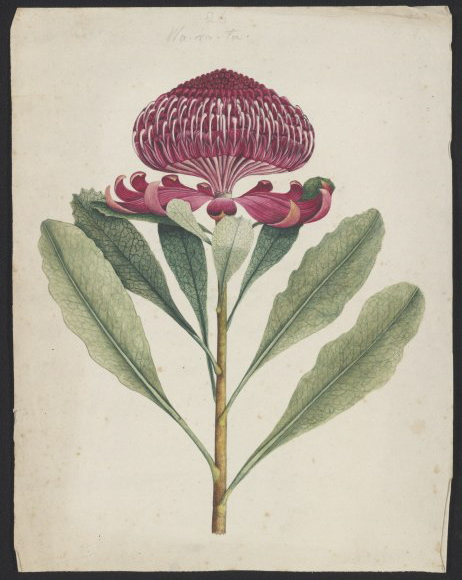
Wa-ra-ta (Telopea speciosissima), 1789?
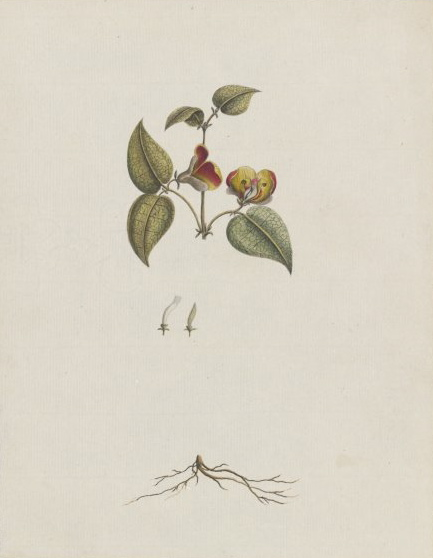
Handsome flat-pea (Platylobium formosum), 1789?
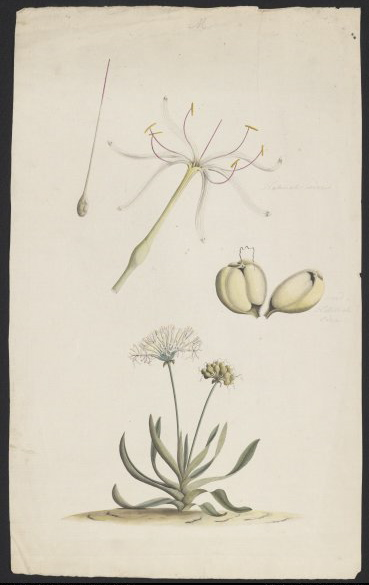
Crinum pedunculatum (fragment)
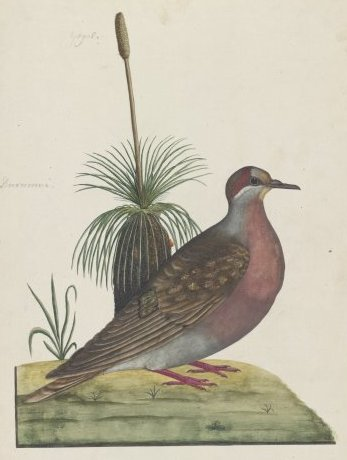
Phaps chalcoptera

- Ellis Rowan and Australian flora and fauna – 952 akwarele poświęcone kwiatom i ptakom Australii i Papui-Nowej Gwinei, namalowane przez Ellis Rowan w latach 1870–1921[24].

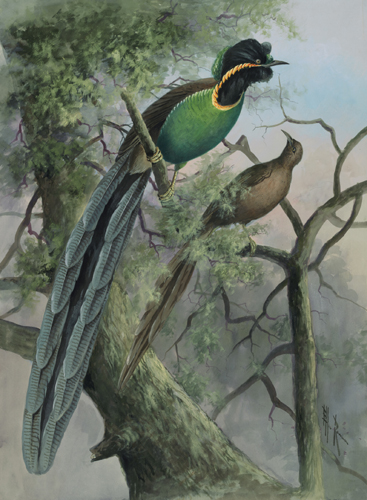
Rothschild's Bird of Paradise (Astrapia rothschildi), Papua-Nowa Gwinea, ok. 1917
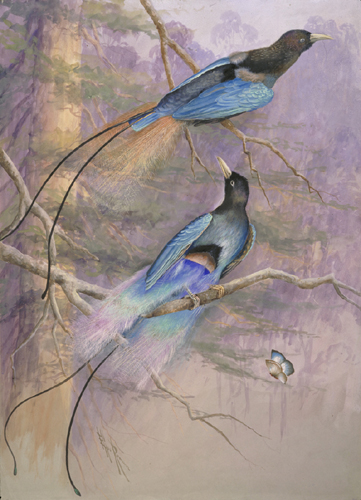
Elliot's Bird of Paradise (Paradisaea rudolphi), Papua-Nowa Gwinea, ok. 1917
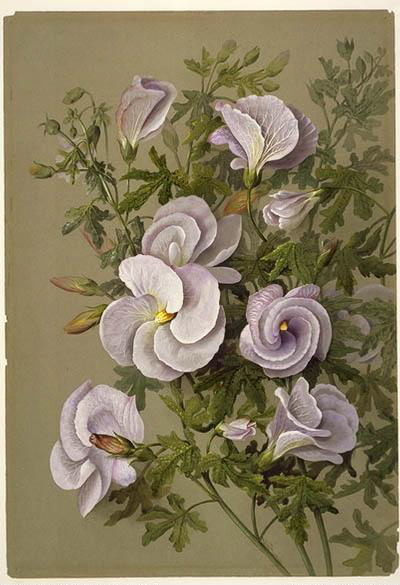
Alyogyne huegelii, 188-?
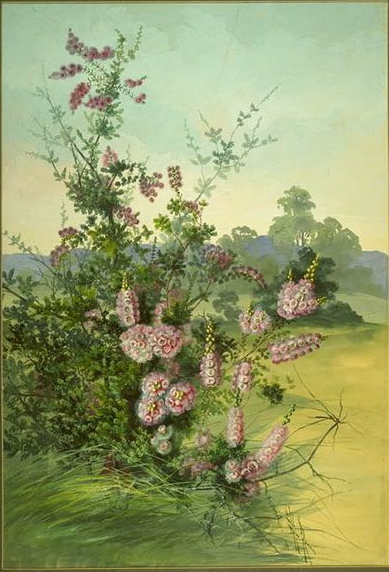
Verticordia pennigera, 188-?

- Jeff Carter collection – XX-wieczne fotografie Australii i Australijczyków, wykonane przez Jeffa Cartera[25].
- Peter Dombrovskis collection - kolekcja 21 fotografii mających za temat pustkowia Tasmanii, wykonanych przez Petera Dombrovskisa w latach 1978–1995[26].
- Buckland collection - zbiór około 25 000 fotografii, dokumentów i pamiątek i książek związanych z koleją, wykonanych przez Johna Leonarda Bucklanda, przekazanych Bibliotece jako dar przez niego oraz wykonawców jego testamentu w 1989 roku[27].

#### Zbiory dotyczące ludów tubylczych
Historia ludów tubylczych w Australii obejmuje ponad 50 000 lat; jest zawarta w literaturze ustnej, obrzędach i sztuce, a także zapisywana w wielu formach dokumentalnych. Biblioteka gromadzi i chroni materiał rejestrując historię ludności rdzennej, jej doświadczenia i kulturę. Eksponaty w kolekcji mają różnoraki charakter: od zarejestrowanych podań ustnych, poprzez fotografie, mapy do archiwum stron internetowych i wszelkiego rodzaju publikacji w języku angielskim i języku ludności tubylczej. Opublikowane zbiory Biblioteki Narodowej obejmują również kopie wszystkich słowników ludności tubylczej Australii, listy słów i leksykonów opublikowane do dziś, obejmujące setki języków i dialektów oraz znaczną liczbę słowników interaktywnych.
Główne pozycje tego działu zbiorów to:
- Bringing Them Home Oral History Projec – ponad 300 wywiadów zebranych w latach 1998–2002, przeprowadzonych z ludnością rdzenną i innymi oraz z misjonarzami, policją i administratorami,
- Mura Gadi – bibliografia materiałów związanych z rdzennymi mieszkańcami Australii,
- Eddie Koiki Mabo's papers – materiał dotyczący historii, genealogii i własności gruntów rodzin Mabo i innych rodów, zamieszkujących Wyspy w Cieśninie Torresa,
- Tommy McRae drawings – zapis tradycyjnego życia, myślistwa, rybołówstwa, tańca i konfliktów Aborygenów z plemienia Wahgunyah nad rzeką Murray,
- Współczesne i historyczne fotografie misji prezbiteriańskiej Ernabella na południu Australii, gdzie ma siedzibę jedna z najdłużej działających organizacji artystycznych Aborygenów[28].

#### Zbiory azjatyckie
Zbiory w językach azjatyckich obejmują okres począwszy od XIX wieku do współczesności. Systematyczne gromadzenie eksponatów rozpoczęło się w latach 50. i obejmuje szeroki wachlarz tematyczny (historia, polityka, sprawy bieżące, społeczeństwo i kultura) koncentrując się na współczesnej Azji. Materiał zawarty w książkach, czasopismach, publikacjach rządowych, czasopismach i gazetach uzupełniają internetowe bazy danych zawierające kompletne artykuły oraz e-książki, strony internetowe i archiwalne materiały akcydensowe. Największa część zbiorów dotyczy krajów Azji Wschodniej i Południowo-Wschodniej, bogate są też zasoby materiałów dotyczących Azji w języku angielskim.
Zbiory zostały podzielone według kryterium językowego. Zbiory w językach: chińskim, japońskim, koreańskim, tajskim, laotańskim, khmerskim i birmańskim są przechowywane oddzielnie od głównych zbiorów Biblioteki, natomiast kolekcje takich krajów jak: Indonezja, Malezja, Singapur, Brunei, Filipiny i Wietnam są zintegrowane z główną kolekcją biblioteki, podobnie jak zbiory azjatyckie w języku angielskim.
Wyróżniające się eksponaty to:
- Da ban ruo bo luo mi duo jing – najstarsza drukowana książka w zbiorach Biblioteki (XII-wieczne pisma buddyjskie w języku chińskim),
- London Missionary Society collection – materiały na temat działalności misyjnej w XIX-wiecznych Chinach,
- kolekcja XIX-wiecznych japońskich drzeworytów[29].

#### Zbiory pacyficzne
W tym dziale zbiorów znajdują się materiały dotyczące strefy Oceanu Spokojnego, Nowej Zelandii i Papui-Nowej Gwinei odzwierciedlające silne więzy historyczne tego regionu z Australią. W zbiorach znajdują się:
- materiały drukowane (książki, gazety i czasopisma),
- rękopisy - dokumenty wielu Australijczyków, którzy byli zaangażowani, osobiście lub profesjonalnie, ze strefą Oceanu Spokojnego i Papuą-Nową Gwineą (w tym Ernest and Sarah Chinnery collection),
- obrazy i fotografie (dawne i współczesne)
- mapy
- archiwalne strony internetowe (począwszy od 2007 roku)[30].

#### Zarchiwizowane strony internetowe
Biblioteka Narodowa gromadzi i przechowuje dla potrzeb dostępu długoterminowego, zrzuty ekranu stron internetowych, które dokumentują i odzwierciedlają stan społeczeństwa australijskiego i jego kultury. Selektywny zbiór stron i dokumentów internetowych, nadzorowany przez Bibliotekę i jej organizacje partnerskie jest ogólnie dostępny i znany jest jako PANDORA Archive. Biblioteka prowadzi również drugą usługę o nazwie Australian Government Web Archive (AGWA).
Ponadto Biblioteka Narodowa współpracuje z Internet Archive w gromadzeniu i przechowywaniu dla potrzeb dostępu długoterminowego wybranych stron internetowych Azji i regionu Oceanu Spokojnego, związanych z konkretnymi wydarzeniami lub grupami społeczno-politycznymi.